# Etiene Medeiros
Etiene Pires de Medeiros, née le 24 mai 1991 à Recife, est une nageuse brésilienne spécialiste des épreuves de sprint en dos. L'une des meilleures nageuses brésiliennes de tous les temps, Medeiros a été la première Brésilienne à remporter une médaille d'or individuelle dans un championnat du monde (petit et long bassin) et aux Jeux panaméricains, et la première à détenir un record du monde dans le moderne époque (seule Maria Lenk en 1939 avait accompli cet exploit).
Au 50 m dos en bassin long, elle a été championne du monde et détentrice du record des Amériques, et en petit bassin, elle a été double championne du monde et détentrice du record du monde. Au 50 m nage libre dans le bassin long, elle a été finaliste olympique et championne panaméricaine, et dans le bassin court, elle a été médaillée de bronze aux championnats du monde et détentrice du record des Amériques. Au 100 m dos en bassin long, elle a été championne panaméricaine et détentrice du record sud-américain.

## Carrière internationale

### 2008–12
À 17 ans, Etiene Medeiros a remporté la médaille d'argent au 50 mètres dos aux Championnats du monde juniors de natation 2008 à Monterrey.
Aux Championnats du monde de natation 2009 à Rome, elle a terminé 21e au 50 mètres dos.
Medeiros était aux Championnats du monde de natation en petit bassin 2010 à Dubaï, où elle a terminé 17e au 50 mètres dos et 30e au 100 mètres dos,.
Elle a rejoint la délégation nationale qui a assisté aux Championnats du monde de natation 2011 à Shanghai, en Chine. Etiene a terminé 43e au 100 mètres dos, avec un temps de 1:05.18. Elle a également nagé le 50 mètres dos, où elle a terminé 25e et le 4 × 100 mètres quatre nages, où elle a terminé 17e,,.
Aux Jeux panaméricains de 2011, Etiene a terminé 10e des séries du 100 mètres dos et n'est pas allé en finale.
Elle était aux Championnats du monde de natation en petit bassin 2012 à Istanbul, où elle a terminé 10e au 50 mètres dos et 28e au 100 mètres dos,.

### 2013–16

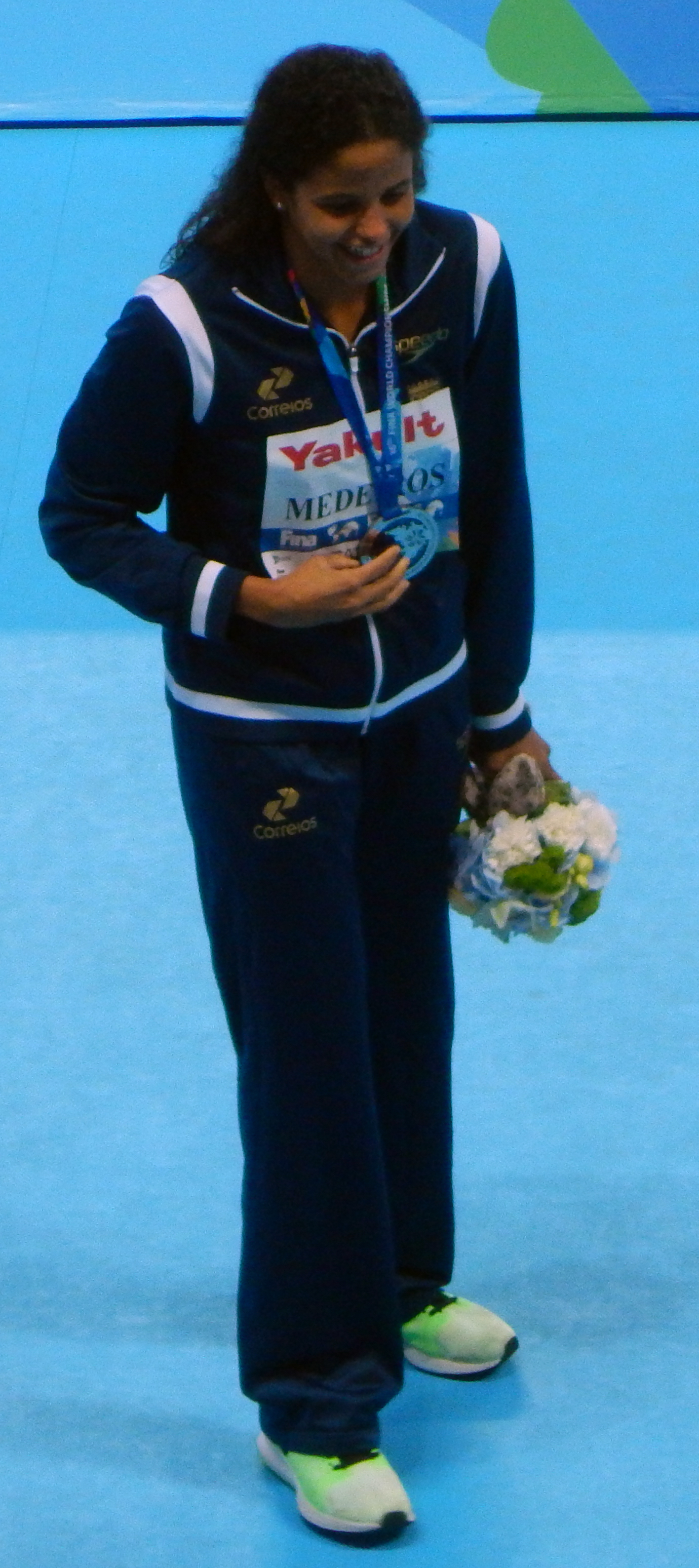
Medeiros à Kazan 2015

En janvier 2013, elle a déménagé à São Paulo et a commencé à travailler avec l'entraîneur Fernando Vanzella dans le club SESI-SP. En avril 2013, elle remporte le Trophée Maria Lenk au Brésil, avec un temps de 27,88 secondes au 50 mètres dos, meilleure note de sa vie, et l'un des meilleurs temps de l'année à l'épreuve.
Aux Championnats du monde de natation 2013 à Barcelone, elle a terminé 21e du 100 mètres dos. Au 50 mètres dos, elle s'est qualifiée pour la finale avec le cinquième meilleur temps, 27,89 secondes, un centième de son record personnel. En finale, elle a terminé à la 4e place, avec un temps de 27,83 secondes, son record personnel, obtenant le meilleur classement d'une femme brésilienne aux Championnats du monde. Elle a également terminé 12e au 4 × 100 mètres quatre nages, avec Daynara de Paula, Larissa Oliveira et Beatriz Travalon,,,,,.
Aux Championnats pan-pacifiques 2014 à Gold Coast, Queensland, elle a terminé 5e du relais 4x100 mètres nage libre, avec Graciele Herrmann, Daynara de Paula et Alessandra Marchioro ; 5e du relais 4x100 mètres quatre nages, avec Graciele Herrmann, Ana Carla Carvalho et Daynara de Paula ; 6e au 50 mètres nage libre ; 7e au 100 mètres papillon; et 11e au 100 mètres dos.
Le 3 septembre 2014, participant au Trophée José Finkel (compétition en petit bassin) à Guaratinguetá, Medeiros a battu trois records sud-américains: au 50 mètres nage libre avec un temps de 24,15, au 50 mètres dos avec un temps de 26,41, et au 100 mètres dos avec un temps de 57,53.
Le 7 décembre 2014, participant aux Championnats du monde de natation en petit bassin 2014 à Doha, au Qatar, Medeiros a battu le record du monde du 50 mètres dos avec un temps de 25,67. Medeiros a été la première femme au Brésil à obtenir une médaille individuelle aux Championnats du monde et la première à remporter une médaille d'or. Medeiros a remporté 3 médailles dans la compétition: l'or au 50 mètres dos, une autre médaille d'or au relais 4 × 50 mètres quatre nages mixte (avec Felipe França, Nicholas Santos et Larissa Oliveira) et une médaille de bronze au 4 × 50 mètres libre mixte (avec Cesar Cielo, João de Lucca et Larissa Oliveira). Le 3 décembre, dans le relais 4 × 50 mètres quatre nages mixtes, Medeiros a ouvert la finale avec un temps de 25,83, et le Brésil a remporté la course en battant le record sud-américain avec un temps de 1:37,26, à seulement 0,09 seconde du record du monde américain. (1:37.17). Le 6 décembre, dans le relais mixte 4 × 50 mètres nage libre, le Brésil a battu le record sud-américain avec un temps de 1:29,17, seulement 4 centièmes plus lent que la Russie, qui a remporté la médaille d'argent. Au 50 mètres dos, Medeiros a battu le record des Amériques en demi-finale avec un temps de 25,99 et le record du monde en finale avec un temps de 25,67. Medeiros a également battu 2 fois le record sud-américain du 100 mètres dos, avec un temps de 57,36 aux qualificatifs et 57,13 en demi-finale, terminant à la 7e place de la finale; et 2 fois au relais féminin 4 × 50 mètres quatre nages, avec un temps de 1:47,20 aux qualificatifs et 1:46,47 en finale, terminant à la 5e place,,.
À l'Open du Brésil, à Rio de Janeiro, elle a battu le record des Amériques au 50 mètres dos, avec un temps de 27,37. Elle a également battu le record sud-américain du 50 mètres nage libre, avec un temps de 24,74,.

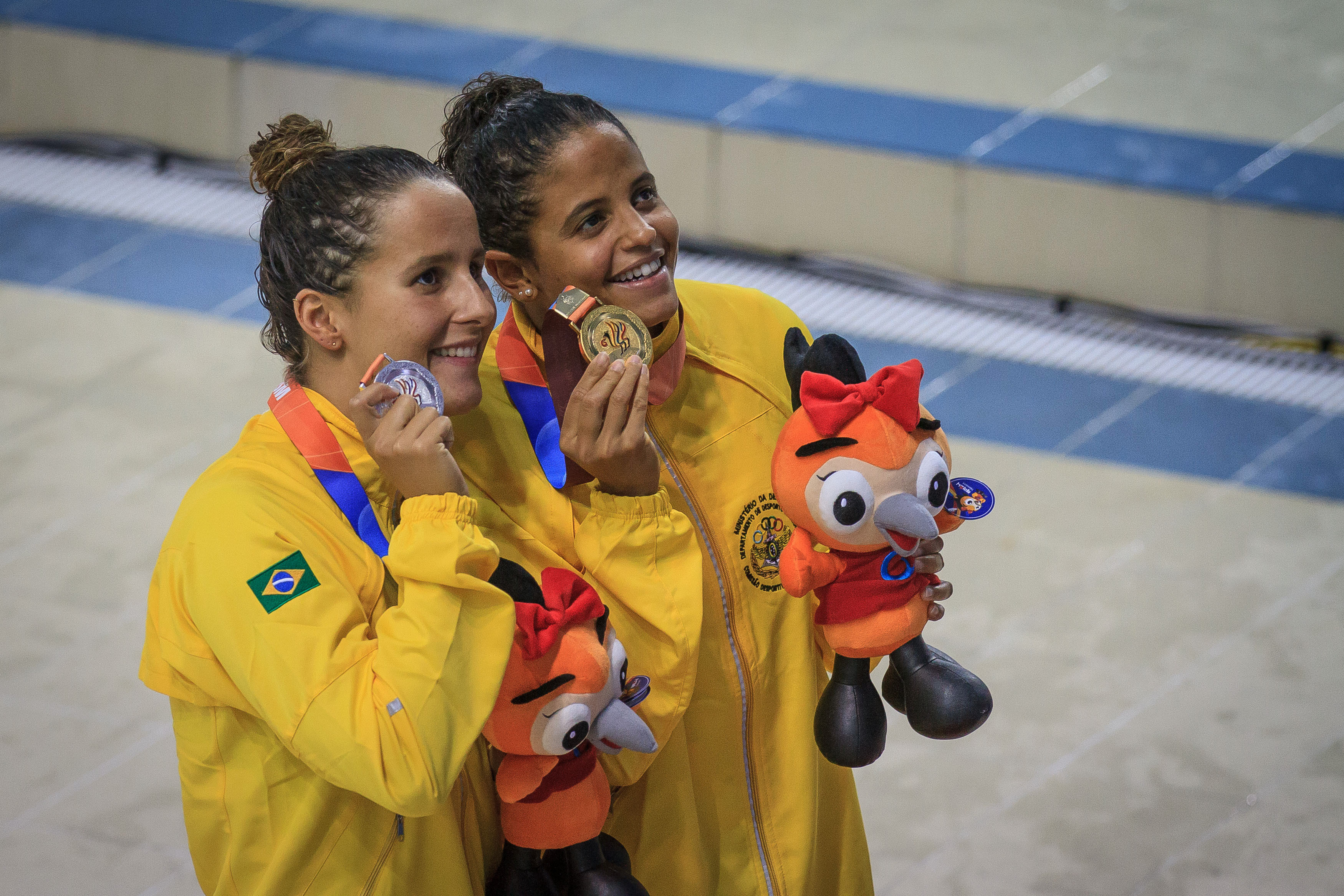
Natalia de Luccas (à gauche) et Etiene Medeiros, 2015.

Aux Jeux panaméricains de 2015 à Toronto, Ontario, Canada, Medeiros est de nouveau entrée dans l'histoire en remportant la première médaille d'or de l'histoire de la natation féminine brésilienne aux Jeux panaméricains. Au 100 mètres dos, elle a réalisé un temps de 59,61, un nouveau record des Jeux panaméricains et sud-américain. Une heure après l'or sans précédent, elle a remporté la médaille d'argent du 50 mètres nage libre, avec un nouveau record sud-américain, 24,55. Dans cette compétition, elle a également aidé l'équipe brésilienne à remporter deux médailles de bronze au relais 4 × 100 mètres nage libre (ceci, battant le record sud-américain, avec un temps de 3:37,39) et au relais 4 × 100 mètres quatre nages,,,,,.
Aux Championnats du monde de natation 2015 à Kazan, au 50 mètres dos, Etiene a brisé un autre paradigme en devenant la première femme brésilienne à monter sur le podium d'un Championnat du monde en grand bassin. Elle a remporté la médaille d'argent, battant le record des Amériques avec un temps de 27,26. Au 100 mètres dos, elle a failli se qualifier pour la finale, terminant à la 9e place, avec un temps de 59,97. Elle a également terminé 11e du relais 4 × 100 mètres nage libre, 14e du relais 4 × 100 mètres quatre nages et 16e du 50 mètres nage libre,,,,,,,,,.
Lors du tournoi Open organisé à Palhoça, elle a battu le record sud-américain du 100 mètres nage libre, avec un temps de 54,26.

### Jeux olympiques de 2016
Aux Jeux olympiques d'été de 2016, elle est allée à la finale du 50 mètres nage libre, terminant 8e. Elle a battu le record sud-américain avec un temps de 24,45 en demi-finale. Elle a également participé au 100 mètres nage libre, terminant 16e en demi-finale; au 100 mètres dos, terminant 25e; et au relais 4 × 100 mètres nage libre, terminant 11e,,,,.

### 2016-2020
Le 13 septembre 2016, lors du Trophée José Finkel (compétition en petit bassin), elle bat le record sud-américain du 50 mètres nage libre, avec un temps de 23,88. Elle a failli battre le record des Amériques (23,82 de Dara Torres).
Le 11 décembre 2016, participant aux Championnats du monde de natation en petit bassin 2016 à Windsor, au Canada, Medeiros a remporté la médaille d'or avec un temps de 25,82, pour répéter en tant que champion du 50 m dos. Etiene a également obtenu une médaille d'argent au relais 4x50 quatre nages le 8 décembre. En plus d'Etiene, l'équipe brésilienne était composée de Felipe Lima, Nicholas Santos et Larissa Oliveira. Elle a également nagé le 50 m nage libre, se qualifiant pour la demi-finale avec un temps de 24,31, mais a abandonné la course pour se concentrer sur les autres qu'elle combattait. Elle avait également de réelles chances de médaille dans cette épreuve : en septembre, elle a fait un temps de 23.88, ce qui lui donnerait la médaille d'argent à ce Mondial si elle était répétée.
Aux Championnats du monde de natation 2017 à Budapest, au 50 mètres dos, elle a battu deux fois le record des Amériques, avec 27,18 en demi-finale, et 27,14 en finale, pour obtenir sa première médaille d'or. Elle n'était qu'à 8 centièmes de seconde du record du monde de Zhao Jing, obtenu à l'époque des super-costumes. Medeiros est devenue la première Brésilienne à remporter une médaille d'or aux Championnats du monde en grand bassin. Elle a également terminé 21e au 50 mètres nage libre,,.
Aux Championnats du monde de natation en petit bassin 2018 à Hangzhou, en Chine, Medeiros est venue tenter son troisième titre mondial du 50 mètres dos. Cependant, en demi-finale de l'épreuve, elle a glissé au départ, perdant la place en finale. Ensuite, elle s'est consacrée au 50 mètres nage libre, où elle était la détentrice du record sud-américain : Medeiros a égalé le record des Amériques en demi-finale avec un temps de 23,82, et en finale, elle a remporté une médaille de bronze sans précédent pour le Brésil dans cette épreuve. , battant le record des Amériques, avec un temps de 23,76. Elle a également terminé 5e du relais mixte 4 × 50 mètres nage libre, 9e du relais mixte 4 × 50 mètres quatre nages et 21e du 100 mètres dos,,,,,.
Aux Championnats du monde de natation 2019 à Gwangju, en Corée du Sud, Medeiros a remporté la médaille d'argent au 50 mètres dos. Il s'agissait de sa troisième médaille consécutive dans cette épreuve, aux Championnats du monde. Au 50 mètres nage libre, elle est venue tenter une finale pour se perfectionner en vue des JO 2020. Cependant, elle n'a pas réussi à développer une bonne course à cette occasion, terminant 23e,.
Aux Jeux panaméricains de 2019 qui se sont tenus à Lima, au Pérou, Medeiros a remporté la deuxième médaille d'or de l'histoire de la natation féminine brésilienne (et sa deuxième médaille d'or individuelle) au 50 mètres nage libre. Elle a remporté 5 médailles au total: en plus de l'or, elle a obtenu deux médailles d'argent au relais 4 × 100 mètres nage libre et au relais mixte 4 × 100 mètres nage libre, et deux bronzes au 100 mètres dos et au relais 4 × 100 mètres quatre nages,,,,.

## Palmarès

### Championnats du monde

#### En grand bassin
- Championnats du monde 2015 à Kazan (Russie) :
  -  Médaille d'argent du 50 m dos.
- Championnats du monde 2017 à Budapest (Hongrie) :
  -  Médaille d'or du 50 m dos.
- Championnats du monde 2019 à Gwangju (Corée du Sud) :
  -  Médaille d'argent du 50 m dos.

#### En petit bassin
- Championnats du monde 2014 à Doha (Qatar) :
  -  Médaille d'or du 50 m dos.
  -  Médaille d'or du relais 4 × 50 m 4 nages mixte.
  -  Médaille de bronze du relais 4 × 50 m nage libre mixte.

- Championnats du monde 2016 à Windsor (Canada) :
  -  Médaille d'or du 50 m dos.
  -  Médaille d'argent du relais 4 × 50 m 4 nages mixte.

- Championnats du monde 2018 à Hangzhou (Chine) :
  -  Médaille de bronze du 50 m nage libre.

### Jeux panaméricains
- Jeux panaméricains de 2015 à Toronto (Canada) :
  -  médaille d'or sur le 100 m dos.
  -  médaille d'argent sur le 50 m nage libre.
  -  médaille de bronze sur le relais 4 × 100 m nage libre.
  -  médaille de bronze sur le relais 4 × 100 m 4 nages.

- Jeux panaméricains de 2019 à Lima (Pérou) :
  -  médaille d'or sur le 50 m nage libre
  -  médaille d'argent sur le relais 4 × 100 m nage libre.
  -  médaille d'argent sur le relais 4 × 100 m nage libre mixte.
  -  médaille de bronze sur le 100 m dos.
  -  médaille de bronze sur le relais 4 × 100 m 4 nages.